# Philipp Quest
Philipp Quest (* 16. Mai 1987 in Bochum) ist ein deutscher Schauspieler.

## Leben
Philipp Quest machte 2006 sein Abitur an der Bochumer Graf-Engelbert-Schule und absolvierte von 2010 bis 2014 ein Schauspielstudium an der Hochschule für Musik und Darstellende Kunst Frankfurt am Main. Bereits 2008 hatte er am Theater Total in seiner Geburtsstadt in der Rolle des Philipp II. in Don Karlos von Friedrich Schiller unter der Regie von Barbara Wollrath-Kramer sein Bühnendebüt gegeben. Mit dieser Produktion gastierte die Gruppe in 30 deutschen und Schweizer Städten. Weitere Stationen seiner Bühnenlaufbahn waren bis heute das Theater Heidelberg, das Staatstheater Darmstadt und das Schauspiel Frankfurt. In der Spielzeit 2015/16 gehört er dem Ensemble des Theaters Magdeburg an, von 2017 bis 2022 war er festes Ensemble-Mitglied des Theaters Regensburg. Seit der Spielzeit 2022/2023 ist er am Theater Oberhausen.
In der Folge Hexenjagd aus der Krimiserie Kommissar Stolberg sah man Philipp Quest 2006 zum ersten Mal im Fernsehen. Es folgten Rollen in Serien wie Post Mortem – Beweise sind unsterblich, Notruf Hafenkante oder SOKO Köln. 2012 spielte Quest in der Tatort-Folge Tote Erde.
Philipp Quest ist der Enkel des Schauspielers und Regisseurs Hans Quest und lebt derzeit in Oberhausen.

## Filmografie
- 2006: Kommissar Stolberg (Folge: Hexenjagd)
- 2007: Post Mortem – Beweise sind unsterblich (Folge: Das Geständnis)
- 2007: Die Rettungsflieger (Folge: Ein großer Tag)
- 2007: Das Geblübde
- 2007: SOKO Köln (Folge: Sondereinsatz)
- 2008: Deadline – Jede Sekunde zählt (Folge: Mutprobe)
- 2008: Mein Freund aus Faro
- 2008: Strafstoß (Kurzfilm)
- 2008: 112 – Sie retten dein Leben (Fernsehserie)
- 2009: Notruf Hafenkante (Folge: Hart an der Kante)
- 2009: Die Wölfe (Folge: Zerbrochene Stadt)
- 2010: Der letzte Bulle (Folge: Der Weihnachtsmann ist tot)
- 2011: SOKO Köln (Folge: Waschen, schneiden, töten)
- 2012: Tatort – Tote Erde
- 2015: Schwägereltern
- 2016: Alles Klara (Folge: Gold und Silber)
- 2019: Brecht

## Auszeichnungen
- 2013: Förderpreis für junge Schauspieler gestiftet von Walter H. Krämer[2]